# Interacción agóstica
Interacción agóstica es un término en química organometálica para la interacción de un metal de transición coordinadamente insaturado con un enlace C-H, cuando los dos electrones involucrados en el enlace C-H entran en el orbital d vacío del metal, resultando en un enlace de tres centros y dos electrones. Se ha propuesto que muchas transformaciones catalíticas, por ejemplo la adición oxidativa y eliminación reductiva, proceden vía intermediarios que muestran interacciones agósticas. Las interacciones agósticas se observan en la química organometálica en ligantes alquilo, alquilideno y polienilo.

## Historia
El término agóstico, derivado de la palabra griega para "mantener cerca a uno" fue acuñada por Maurice Brookhart y Malcolm Green para describir esta y otras interacciones entre un metal de transición y un enlace C-H. Frecuentemente, tales interacciones agósticas involucran a grupos alquilo o arilo que se mantienen cerca a centros metálicos a través de un enlace sigma adicional.
Se han observado interacciones cortas entre sustituyentes hidrocarbonados y complejos metálicos coordinativamente insaturados desde la década de 1960. Por ejemplo, en el dicloruro de tris(trifenilfosfina)rutenio, se observa una corta interacción entre el centro de Ru(II) y un átomo de hidrógeno en la posición orto de uno de los nueve anillos fenilo. Numerosos complejos de borohidruro también han sido descritos cristalográficamente, aunque también fueron descritos usando el modelo de enlace de tres centros y dos electrones.

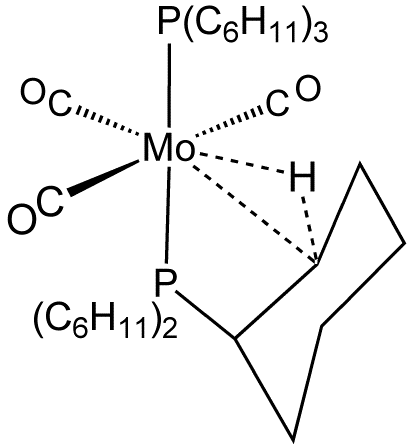
Mo(PCy_{3})_{2}(CO)_{3}, presentando una interacción agóstica.

La naturaleza de la interacción fue delineada en la química de los grupos principales en la química estructural del trimetilaluminio.

## Características de los enlaces agósticos
Las interacciones agósticas se demuestran mejor por cristalografía. La información de difracción de neutrones ha mostrado que las distancias de enlaces C-H y M-H son 5-20% más largas que las esperadas para los hidruros metálicos aislados e hidrocarburos.
- La distancia entre el metal y el hidrógeno es típicamente 1.8 - 2.3 Ǻ, y el ángulo de enlace cae en el rango 90 - 140°.
- La presencia de una señal 1H NMR que es desplazada campo arriba de un arilo o alcano normal, frecuentemente a la región normalmente asignada a los ligantes hidruro. Típìcamente, la constante de acoplamiento 1JCH es disminuida a 70-100 Hz, versus los 125 Hz esperados para un enlace carbono-hidrógeno sp3.

### Fuerza del enlace
Por los estudios experimentales y de química computacional, la estabilización que surge de una interacción agóstica está estimada en 10-15 kcal/mol. En consecuencia, las interacciones agósticas son más fuertes que la mayoría de enlaces de hidrógeno. Algunas veces, los enlaces agósticos juegan un rol en la catálisis al incrementar la 'rigidez' en el estado de transición. Por ejemplo, en la catálisis de Ziegler-Natta, el centro metálico altamente electrofílico tiene interacciones agósticas con la cadena de polímero creciente. Esta rigidez incrementada influencia la estereoselectividad del proceso de polimerización.